# محمد الخنفور
محمد عبد الرحمن الخنفور لاعب كرة قدم سعودي ، لعب سابقاً في نادي الشرق.